# Sternangustum
Sternangustum is een kevergeslacht uit de familie van de boktorren (Cerambycidae). De wetenschappelijke naam van het geslacht werd voor het eerst geldig gepubliceerd in 1894 door Jordan.

## Soorten
Sternangustum omvat de volgende soorten:
- Sternangustum brunneum Jordan, 1894
- Sternangustum copei Adlbauer, 2001
- Sternangustum delahayei Adlbauer, 2005
- Sternangustum perissinottoi Adlbauer, 2008
- Sternangustum pilosum Adlbauer, 2005